# The Ride (Nelly Furtado)
The Ride è il sesto album in studio della cantante canadese Nelly Furtado, pubblicato nel 2017.

## Descrizione
The Ride è un album inquadrabile nei generi pop, elettropop e indie pop, con influenze rock ed elementi R&B (Pipe Dreams), synth rock (Sticks & Stones) e gospel.

## Tracce
1. Cold Hard Truth – 2:54 (Nelly Furtado, John Congleton)
2. Flatline – 3:21 (Nelly Furtado, John Congleton)
3. Carnival Games – 4:17 (Nelly Furtado)
4. Live – 4:03 (Nelly Furtado, John Congleton)
5. Paris Sun – 3:29 (Nelly Furtado, John Congleton)
6. Sticks & Stones – 3:34 (Nelly Furtado, Mark Taylor, Arlissa Joann Ruppert, Jamie Scott, Patrick Mascall)
7. Magic – 4:02 (Nelly Furtado, John Congleton)
8. Pipe Dreams – 4:23 (Nelly Furtado, John Congleton)
9. Palaces – 3:31 (Nelly Furtado, John Congleton)
10. Tap Dancing – 4:10 (Nelly Furtado, Natalie Hemby, Liz Rose)
11. Right Road – 3:28 (Nelly Furtado, John Congleton)
12. Phoenix – 4:25 (Nelly Furtado, Mark Taylor, Paul Barry)

## Classifiche
| Classifica (2017) | Posizione massima |
| ----------------- | ----------------- |
| Belgio (Vallonia) | 141               |
| Canada            | 76                |
| Germania          | 65                |
| Italia            | 66                |
| Paesi Bassi       | 191               |
| Svizzera          | 41                |